# Sinapsis
La sinapsis (del griego σύναψις [sýnapsis], ‘unión’, ‘enlace’) es una aproximación especializada entre neuronas, ya sea entre dos neuronas de asociación, una neurona y una célula receptora, o entre una neurona y una célula efectora (casi siempre glandular o muscular). En estos contactos se lleva a cabo la transmisión del impulso nervioso. Este se inicia con una descarga química que origina una corriente eléctrica en la membrana de la célula emisora (denominada pre-sináptica); una vez que este impulso nervioso alcanza el extremo del axón, la conexión es la encargada de excitar o inhibir la acción de otra célula llamada célula receptora (denominada pos-ináptica).
En este artículo se tratan las propiedades generales de las sinapsis. Existen artículos  específicos para #Sinapsis química y #Sinapsis eléctrica. 

## Origen de la palabra
La palabra sinapsis viene de sinapteína, que C.S. Sherrington y sus colaboradores formaron con las palabras griegas sin-, que significa "juntos", y hapteina, es decir "con firmeza".

## Marco de actividad
Estos enlaces químico-eléctricos están especializados en el envío de cierto tipo de señales de pervivencia, las cuales afectan a otras neuronas, o a células no neuronales como las musculares o glandulares.
Existen dos tipos de actividad base distinta, la actividad de pervivencia y la actividad de supervivencia.

La actividad sináptica de pervivencia se desarrolla en estos contextos:
- Entre dos neuronas: al estímulo lo transportan los neurotransmisores de tipo aminoácido.
- Entre una neurona y una célula muscular: al estímulo lo transportan los neurotransmisores de tipo éster.
- Entre una neurona y una célula secretora: al estímulo lo transportan los neurotransmisores de tipo neuropéptido.

La actividad sináptica de supervivencia se desarrolla en estos contextos:
- En la actividad neuroprocreadora.
- En la actividad de consumo alimenticio.
- En la actividad de conservación homeostática extrema.

La sinapsis se produce en el momento en que se registra actividad químico-eléctrica presináptica y otra postsináptica. Si esta condición no se da, no se puede hablar de sinapsis. En dicha acción se liberan neurotransmisores ionizados con base química, cuya cancelación de carga provoca la activación de receptores específicos que, a su vez, generan otro tipo de respuestas químico-eléctricas.
Cada neurona se comunica, al menos, con otras mil neuronas y puede recibir, simultáneamente, hasta diez veces más conexiones de otras. Se estima que en el cerebro humano adulto hay por lo menos 1014 conexiones sinápticas (entre 100 y 500 billones). En niños el número alcanzaría los 1000 billones, pero ste número disminuye con el paso de los años, estabilizándose en la edad adulta.
Las sinapsis permiten a las neuronas del sistema nervioso central formar una red de circuitos neuronales. Son cruciales para los procesos biológicos que subyacen bajo la percepción y el pensamiento. También son el sistema mediante el cual el sistema nervioso conecta y controla todos los sistemas del cuerpo.

## Histología
Desde el punto de vista histológico y funcional, una neurona tiene tres zonas principales: el cuerpo o soma, las dendritas y el axón. Estos dos últimos elementos son los encargados de establecer las relaciones sinápticas: las dendritas son como «antenas» que reciben la mayoría de la información que proviene de otras células; el axón, por su parte, es como el «cable» con el que una neurona se conecta a otras.
Las conexiones pueden establecerse a muy corto alcance, a unos cientos de micrómetros  a la redonda, o a distancias mucho mayores. Las neuronas de la espina dorsal, por ejemplo, se comunican directamente con órganos como los músculos para dar lugar al movimiento (sinapsis neuromuscular).
El modelo clásico de la sinapsis tuvo su centro en la neurona, y abarcaba las terminales pre-sinápticas y pos-sinápticas. Ese modelo bipartito explicaba solamente de forma parcial  las «modificaciones plásticas» finas de la sinapsis que se observan en algunas situaciones fisiológicas.

### Ultraestructura

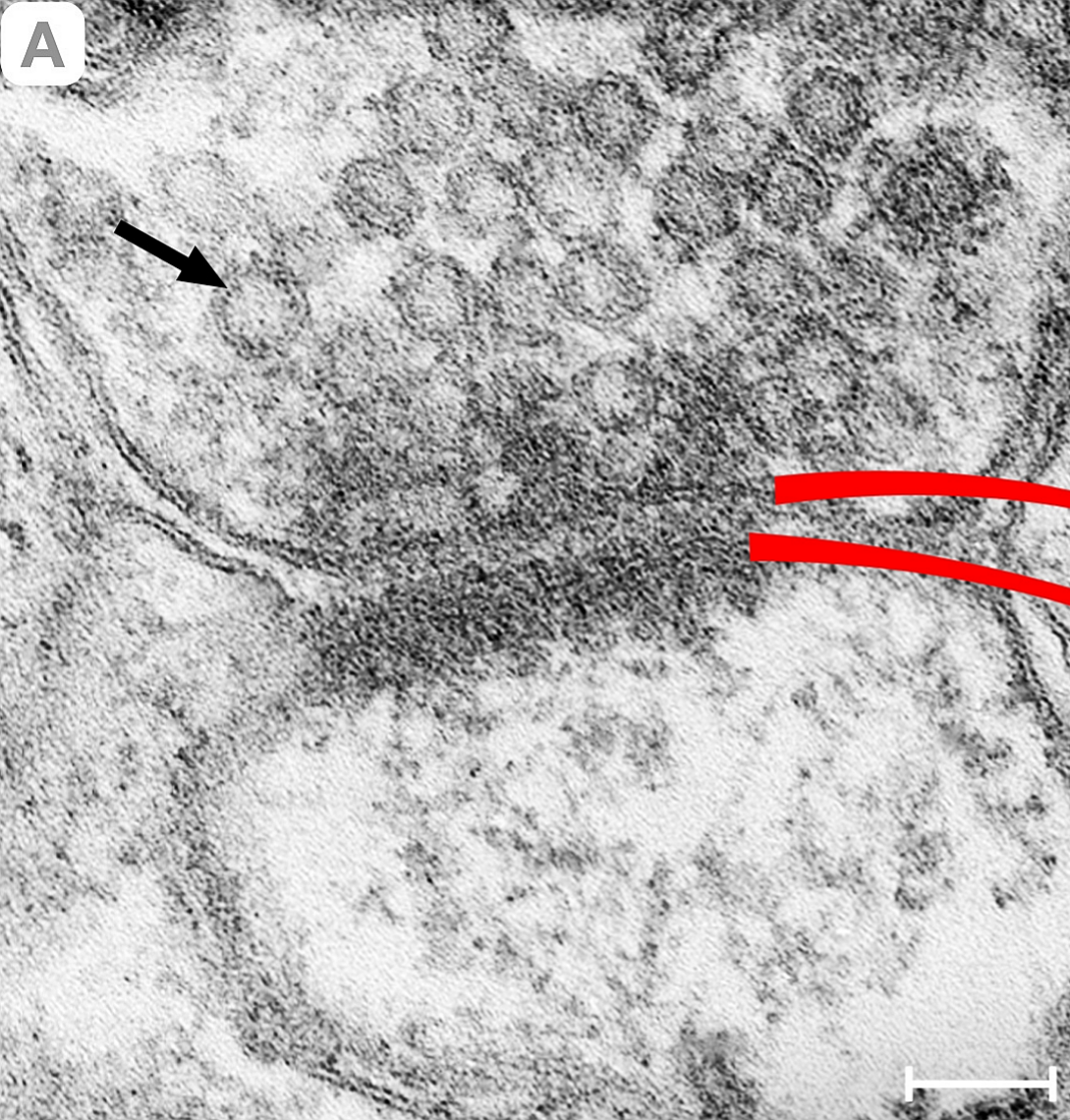
Sinapsis: sector presináptico con vesículas (flecha). Sector de la hendidura (centro). Sector pos-sináptico con Densidad característica (línea roja inferior).

Una sinapsis prototípica,  consiste en unas dilataciones citoplasmáticas con forma de «hongo» (botón sináptico) desde cada neurona que, se aproximan una contra otra. En esta zona, las membranas celulares de ambas células determinan un espacio estrecho.  La zona de acercamiento de ambas neuronas es de aproximadamente 20-30 nanómetros (nm) de espesor, y se denomina espacio sináptico (o hendidura). 

Estas sinapsis son asimétricas tanto en su estructura como en su funcionamiento. Solo la neurona pre-sináptica segrega los neurotransmisores, que se unen a los receptores transmembrana que la célula pos-sináptica tiene en la hendidura.
El terminal nervioso pre-sináptico (también llamado botón sináptico) normalmente emerge del extremo de un axón, mientras que la zona post-sináptica normalmente corresponde a una dendritas, al cuerpo celular o a otras zonas celulares. 
La zona de la sinapsis donde se libera el neurotransmisor se denomina zona activa.

En las zonas activas, las membranas de las dos células adyacentes se acercan estrechamente mediante proteínas de adhesión celular.[cita requerida]

Justo tras la membrana de la célula post-sináptica aparece un complejo de proteínas entrelazadas denominado Densidad postsináptica. Las proteínas de la densidad post-sináptica cumplen numerosas funciones, que van desde el anclaje y movimiento de receptores de neurotransmisores de la membrana plasmática, hasta el anclaje de varias proteínas reguladoras de la actividad de estos receptores.

## Tipos de sinapsis

### Según lo que se transmite

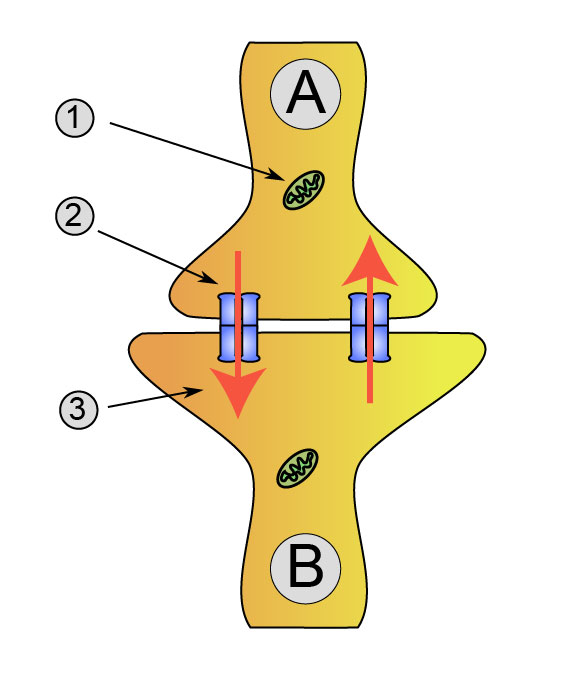
Esquema de una sinapsis eléctrica A-B: (1) mitocondria; (2) uniones gap formadas por conexinas; (3) señal eléctrica.

La transmisión puede ser eléctrica o bien química. 

#### Sinapsis eléctrica
Una sinapsis eléctrica es aquella en la que la transmisión entre la primera neurona y la segunda no se produce por la secreción de un neurotransmisor, como en las sinapsis químicas, sino por el paso de iones de una célula a otra a través de uniones gap, pequeños canales formados por el acoplamiento de complejos proteicos, basados en conexiones, en células estrechamente adheridas.
La sinapsis eléctrica es la más común en los vertebrados menos complejos y en algunos lugares del cerebro de los mamíferos. Las membranas celulares de las neuronas pre-sináptica y post-sináptica están íntimamente en contacto, a través de uniones comunicantes o nexus las cuales cuentan con canales moleculares por los que pasan los iones. Así el impulso nervioso se transmite directamente de una célula a otra. Son más rápidas que las sinapsis químicas pero menos plásticas; son menos propensas a alteraciones o modulación porque facilitan el intercambio entre los citoplasmas de iones y otras sustancias químicas. En los vertebrados son comunes en el corazón y el hígado.
Las sinapsis eléctricas tienen tres ventajas muy importantes:
1. La sinapsis eléctrica posee una transmisión bidireccional de los potenciales de acción,
2. En la sinapsis eléctrica hay una sincronización en la actividad neuronal, lo cual hace posible una acción coordinada entre ellas.
3. La comunicación es más rápida en la sinapsis eléctrica , debido a que los potenciales de acción pasan a través de un canal iónico proteico directamente sin necesidad de la liberación moléculas.

#### Sinapsis química

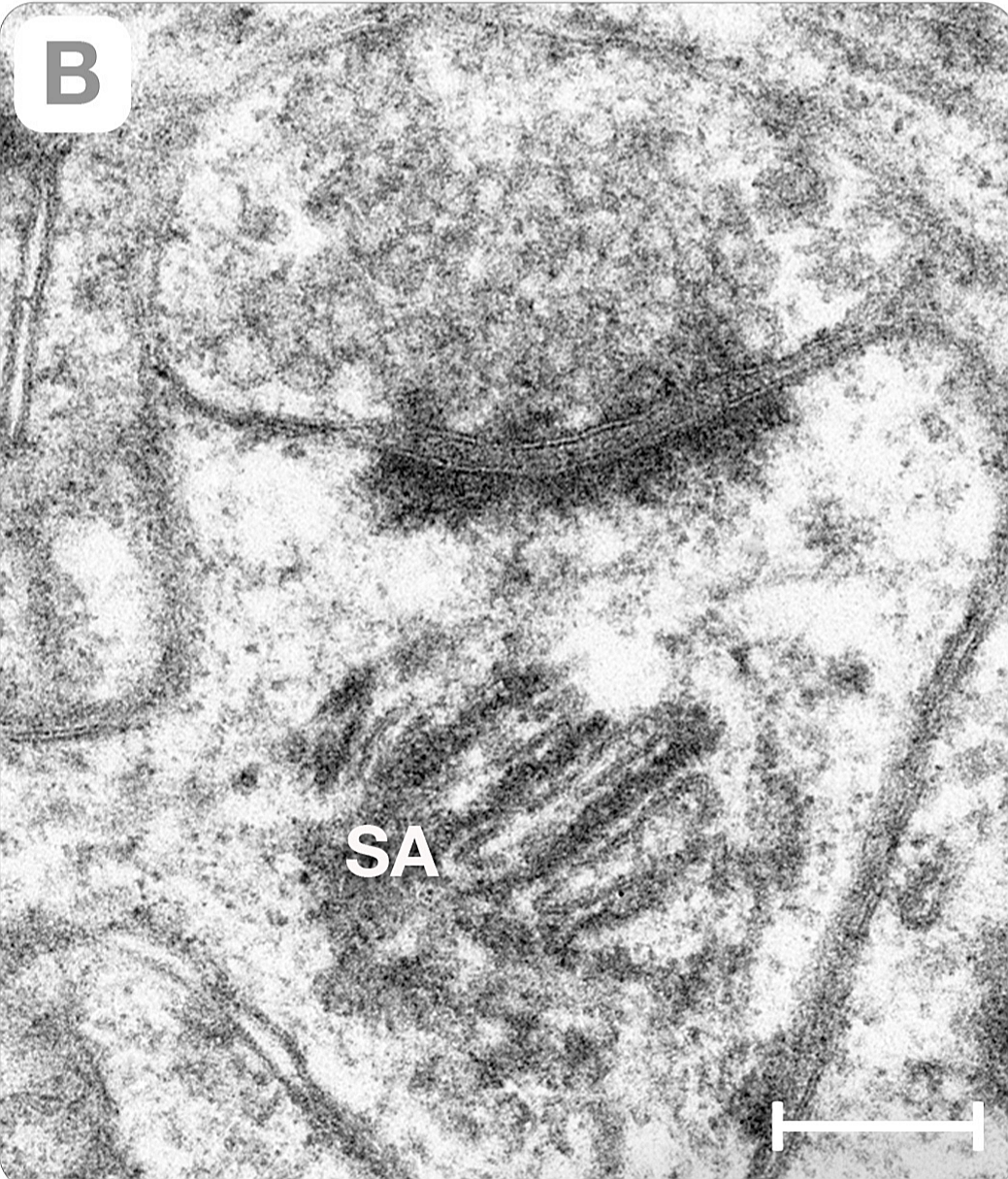
Sinapsis. Región presináptica con vesículas en la zona activa (arriba). Región postsináptica con zona densa y un SA: spine apparatus (abajo).

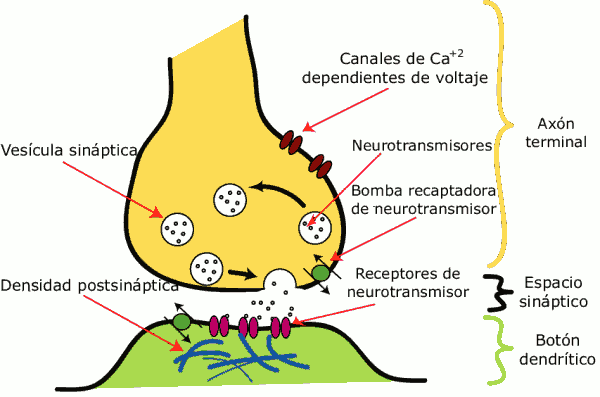
Principales elementos en una sinapsis modelo. La sinapsis le permite a las neuronas comunicarse con otras a través de los axones y dendritas, transformando una señal eléctrica en otra química.

La sinapsis química se establece entre células que están separadas entre sí por un espacio de unos 20-30  nanómetros (nm), llamado hendidura o espacio sináptico.
La liberación de neurotransmisores es iniciada por la llegada de un impulso nervioso (o potencial de acción), y se produce mediante un proceso muy rápido de secreción celular: en el terminal nervioso presináptico, las vesículas que contienen los neurotransmisores permanecen ancladas y preparadas junto a la membrana sináptica. Cuando llega un potencial de acción se produce una entrada de iones calcio a través de los canales de calcio dependientes de voltaje. Los iones de calcio inician una cascada de reacciones que terminan haciendo que las membranas vesiculares se fusionen con la membrana presináptica y liberando su contenido a la hendidura sináptica. 

Los receptores del lado opuesto de la hendidura genéricamente densidad post-sináptica  el "aparato espinal" (SA), vesículas recubiertas y un citoesqueleto complejo compuesto por filamentos delgados y partículas densas o red postsináptica), se unen a los neurotransmisores y fuerzan la apertura de los canales iónicos de la membrana postsináptica, haciendo que los iones fluyan hacia o desde el interior, cambiando el potencial de membrana local.
El resultado es excitatorio en caso de flujos de despolarización, o inhibitorio en caso de flujos de hiperpolarización. El que una sinapsis sea excitatoria o inhibitoria depende del tipo o tipos de iones que se canalizan en los flujos postsinápticos, que a su vez es función del tipo de receptores y neurotransmisores que intervienen en esa sinapsis.
La suma de los impulsos excitatorios e inhibitorios que llegan por todas las sinapsis que se relacionan con cada neurona (1000 a 200 000) determina si se produce o no la descarga del potencial de acción por el axón de esa neurona.

### Según la ubicación donde se hace la sinapsis
En el sistema nervioso las sinapsis pueden presentarse en los diversos sectores del cuerpo de la neurona:
Sinapsis axodendrítica
Unión de las ramas terminales del axón de la neurona presináptica, con las dendritas de la célula postsináptica, en el cual se entretejen o terminan en las dendritas directamente. 
Sinapsis axosomática
Unión de las ramas terminales del axón de la neurona presináptica que forman una canasta o red alrededor del cuerpo (soma (neurología) de la célula postsináptica. 
Sinapsis axoaxónica
Unión donde algunas terminales (axón) de la neurona presináptica, terminan en los axones de las neuronas postsinápticas.

### Sinapsis bipartita, tripartita y tetrapartita
El modelo clásico de la sinapsis tuvo su centro en la neurona, y abarcaba las terminales pre-sináptica y post-sináptica que correspondían a dos neuronas contiguas, ese modelo de dos partes fue llamado sinapsis bipartita.

Luego, razonablemente se agregaron a la sinapsis otros elementos celulares presentes en el neuropilo: los oligodendrocitos, los astrocitos y la microglía como elementos fundamentales para la formación y la remodelación de la sinapsis tripartita

De acuerdo con investigaciones relacionadas con la matriz extracelular, las sinapsis constarían de hasta cuatro elementos (tetrapartita): 
- pre-sinápticos neuronales
- post-sinápticos neuronales,
- la neuroglia cercana y
- la matriz extracelular

que funcionan como reguladores en la transferencia de información en el interior del sistema nervioso.

## Clases de transmisión sináptica
Se distinguen tres tipos principales de transmisión sináptica; los dos primeros mecanismos constituyen las fuerzas principales que rigen en los circuitos neuronales.
Transmisión excitadora
aquella que incrementa la posibilidad de producir un potencial de acción.
Transmisión inhibidora
aquella que reduce la posibilidad de producir un potencial de acción.
Transmisión moduladora
aquella que cambia el patrón y/o la frecuencia de la actividad producida por las células involucradas.

## Fuerza sináptica
La fuerza de una sinapsis viene dada por el cambio del potencial de membrana que ocurre cuando se activan los receptores de neurotransmisores post-sinápticos. Este cambio de voltaje se denomina potencial postsináptico, y es resultado directo de los flujos iónicos a través de los canales receptores post-sinápticos. Los cambios en la fuerza sináptica pueden ser a corto plazo y sin cambios permanentes en las estructuras neuronales, con una duración de segundos o minutos, o de larga duración (potenciación a largo plazo o LTP), en que la activación continuada o repetida de la sinapsis implica que los segundos mensajeros inducen la síntesis proteica en el núcleo de la neurona, alterando la estructura de la propia neurona. El aprendizaje y la memoria podrían ser resultado de cambios a largo plazo en la fuerza sináptica, mediante un mecanismo de plasticidad sináptica.

## Integración de señales sinápticas

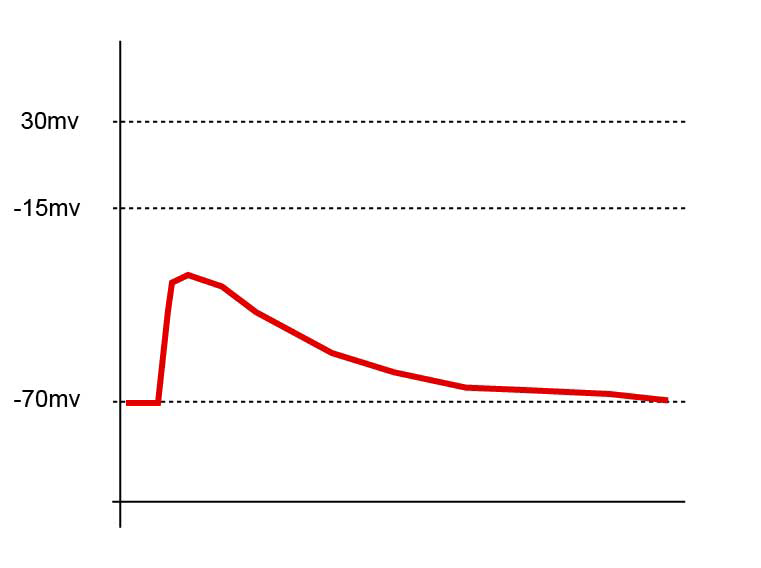
Despolarización en una célula excitable, causada por una respuesta sináptica.

Generalmente, si una sinapsis excitatoria es fuerte, un potencial de acción en la neurona pre-sináptica iniciará otro potencial en la célula post-sináptica. En una sinapsis débil, el potencial excitatorio post-sináptico ("PEPS") no alcanzará el umbral para la iniciación del potencial de acción. En el cerebro, cada neurona mantiene conexiones o sinapsis con muchas otras, pudiendo recibir cada una de ellas múltiples señales. Cuando se disparan potenciales de acción simultáneamente en varias neuronas que se unen en sinapsis débiles a otra neurona, pueden forzar el inicio de un impulso en esa célula a pesar de que las sinapsis son débiles.
Por otro lado, una neurona presináptica que libera neurotransmisores inhibitorios, como el GABA, puede generar un potencial inhibitorio post-sináptico ("PIPS") en la neurona post-sináptica, bajando su sensibilidad y la probabilidad de que se genere un potencial de acción en ella. Así la respuesta de una neurona depende de las señales que recibe de otras, con las que puede tener distintos grados de influencia, dependiendo de la fuerza de la sinapsis con esa neurona. John Carew Eccles realizó algunos experimentos importantes en los inicios de la investigación sináptica, por los que recibió el Premio Nobel de Fisiología o Medicina en 1963. Las complejas relaciones de entrada/salida conforman las bases de la computación basada en transistores, y se cree que funcionan de forma similar en los circuitos neuronales.

## Propiedades y regulación
Tras la fusión de las vesículas sinápticas y la liberación de las moléculas transmisoras en la hendidura sináptica, el neurotransmisor es rápidamente eliminado del espacio por proteínas especializadas en su reciclaje, situadas en las membranas tanto presináptica como postsináptica. Esta recaptación evita la desensibilización de los receptores postsinápticos y asegura que los potenciales de acción subsiguientes generen un PEP de la misma intensidad. La necesidad de una recaptación y el fenómeno de la desensibilización en los receptores y canales iónicos significa que la fuerza de la sinapsis puede disminuir si un tren de potenciales de acción llega en una sucesión rápida, un fenómeno que hace que exista una dependencia de la frecuencia en las sinapsis.[cita requerida] 

El sistema nervioso se aprovecha de esta propiedad para computaciones, y puede ajustar las sinapsis mediante la fosforilación de las proteínas implicadas.

El tamaño, número y tasa de reposición de las vesículas también está sujeto a regulación, así como otros muchos aspectos de la transmisión sináptica. Por ejemplo, un tipo de fármaco conocido como inhibidores selectivos de la recaptación de serotonina o SSRI afectan a ciertas sinapsis inhibiendo la recaptación del neurotransmisor serotonina. Por el contrario, un neurotransmisor excitatorio muy importante, la acetilcolina, no es recaptada, pero es eliminada por acción de la enzima acetilcolinesterasa.

## Las sinapsis en los fenómenos plásticos
La modificación de los parámetros sinápticos pueden modificar el comportamiento de los circuitos neurales y la interacción entre los diferentes módulos que componen el sistema nervioso (modal). Dichos cambios están englobados en un fenómeno conocido como neuroplasticidad o plasticidad neuronal.

## Patologías que afectan la sinapsis
Enfermedad de Parkinson
Es un trastorno degenerativo neuronal situado en la sustancia negra, estas se encargan de producir dopamina (neurotransmisor) fundamental para que el movimiento del cuerpo se realice correctamente. Cuando no se dispone de dopamina suficiente se presentan los síntomas que caracterizan esta enfermedad.
Epilepsia
Son crisis recurrentes de descargas entre impulsos inhibitorios y excitatorios. La inhibición recurrente puede ocurrir cuando una neurona principal hace sinapsis con una neurona inhibidora. El estado hiperexcitable resulta del incremento de la neurotransmisor excitadora sináptica.
Enfermedad de Alzheimer
Es un proceso degenerativo de las neuronas de la corteza cerebral que es irreversible hasta el momento.

## Sinapsis inmunitarias
Por analogía con las sinapsis descritas, el encuentro entre una célula antigénica y un linfocito se denomina sinapsis inmunitaria.